# 宽裕镇
宽裕镇，原为宽裕乡，是中华人民共和国四川省凉山彝族自治州德昌县曾经下辖的一个镇。2019年12月，撤销宽裕镇，将其所属行政区域划归巴洞镇管辖。

## 行政区划
宽裕镇撤销前下辖以下地区：
花园村、铁厂村、新裕村、裕民村、石马村和凉峰村。